# Orion (singel Kenshiego Yonezu)
„orion” – szósty singel japońskiego piosenkarza Kenshiego Yonezu, wydany w Japonii 15 lutego 2017 roku przez Sony Music Records. Tytułowa piosenka została wykorzystana jako ending drugiego sezonu anime Marcowy lew.
Singel został wydany w trzech edycjach: regularnej (CD) i dwóch limitowanych („Orion-ban” oraz „Raion-ban”). Zadebiutował na 3. pozycji tygodniowej listy Oricon Singles Chart i pozostał na niej przez 30 tygodni. Sprzedał się w nakładzie 55 299 egzemplarzy fizycznych i zdobył status platyny za sprzedaż cyfrową tytułowej piosenki.

## Lista utworów
Wszystkie utwory zostały napisane, skomponowane i zaaranżowane przez Kenshiego Yonezu.
| CD | CD                                         | CD                            | CD      |
| Nr | Tytuł utworu                               | Aranżacja                     | Długość |
| -- | ------------------------------------------ | ----------------------------- | ------- |
| 1. | „orion”                                    | Kenshi Yonezu, Kōichi Tsutaya | 4:43    |
| 2. | „Lullaby sayonara” (jap. ララバイさよなら) | Kenshi Yonezu                 | 3:48    |
| 3. | „Hisui no ōkami” (jap. 翡翠の狼)           | Kenshi Yonezu                 | 3:50    |

| DVD (Raion-ban) | DVD (Raion-ban) | DVD (Raion-ban) |
| Nr              | Tytuł utworu | Długość         |
| --------------- | --- | --------------- |
| 1.              | „„Sangatsu no raion” dai 2 Cool Ending Non-credit Movie” (jap. 「3月のライオン」第2クール エンディング ノンクレジットムービー) | 1:37            |

## Notowania
| Lista                             | Pozycja |
| --------------------------------- | ------- |
| Oricon Weekly Singles Chart       | 3       |
| Billboard Japan Hot 100           | 3       |
| Billboard Japan Hot Singles Sales | 3       |